# 大艾布施塔特
大艾布施塔特是德国巴伐利亚州的一个市镇。总面积16.64平方公里，总人口1148人，其中男性571人，女性577人（2011年12月31日），人口密度69人/平方公里。